# Chris Anderson (entrepreneur)
Pour les articles homonymes, voir Chris Anderson.
Chris Anderson (né en 1957 au Pakistan) est l'administrateur de la conférence TED (Technology Entertainment Design), une importante conférence annuelle. De nationalité britannique, Anderson, dont le père était un chirurgien missionnaire, passa sa plus tendre enfance au Pakistan, en Inde et en Afghanistan avant de partir étudier en Angleterre. Il obtint un diplôme de philosophie de l'université d'Oxford en 1978.
Après plusieurs années comme journaliste dans la presse écrite et radiophonique, il fonda en 1985 sa propre maison d'édition de magazines spécialisés en informatique, Future Publishing. En 1994, Anderson créa aux États-Unis le groupe Imagine Media, qui lança, entre autres, le magazine PC Gamer et le site de jeux vidéo IGN. Ces deux compagnies furent à l'origine de plus d'une centaine de magazines. Elles permirent à Anderson de créer une fondation privée à but non lucratif, la Fondation Sapling, ayant pour objectif de trouver « de nouveaux moyens de résoudre des problèmes mondiaux difficiles en tirant parti des médias, de la technologie, de l'entrepreneuriat et, avant tout, des idées ». La fondation Sapling ayant repris la conférence TED en 2001, Anderson quitta le monde des affaires pour se consacrer à TED.
Il a eu trois filles, Elizabeth, Anna et Zoe. Il s'est depuis remarié avec Jacqueline Novogratz, directrice d'Acumen.